# Clausola rescissoria
In ambito sportivo, in particolare calcistico, si parla di clausola di recesso (o clausola recessoria) per indicare la possibilità da parte di un atleta di recedere unilateralmente dal contratto con la propria società sportiva di appartenenza, dietro il pagamento di una determinata cifra. Spesso impropriamente si utilizza il termine clausola rescissoria, mentre in realtà la rescissione nel diritto civile italiano non ha nulla a che vedere con il recesso in questione. La rescissione è possibile infatti solo per contratto concluso in stato di pericolo oppure per lesione. 

## Storia
La clausola recessoria trova fondamento giuridico nell'ordinamento spagnolo all'articolo 16 del Real Decreto n. 1006 del 26 giugno 1985, e più propriamente va definita come "clausola di recesso". Il legislatore spagnolo avvertì infatti la necessità di armonizzare le esigenze di libertà contrattuale dell'atleta professionista con l'interesse della società, indennizzata per il pregiudizio economico provocato dalla risoluzione anticipata del contratto.
La finalità originaria della norma fu distorta dopo pochi anni e se ne ebbe prova ad esempio con il trasferimento di Ronaldo dal Barcellona all'Inter. All'epoca la FIFA non ammetteva trasferimenti decisi unilateralmente da giocatori ancora in pendenza di contratto e inoltre considerava la clausola di rescissione valida esclusivamente nell'ordinamento spagnolo e quindi per i soli trasferimenti tra squadre iberiche: pertanto tentò di bloccare il trasferimento dell'attaccante, salvo consentire poi il 22 luglio 1997, con una sentenza, il tesseramento del brasiliano da parte dell'Inter con un transfer provvisorio, aggiungendo successivamente, il 9 settembre 1997, un ulteriore indennizzo a favore del Barcellona pari a circa 3 miliardi di lire per la formazione e la promozione del giocatore.
Successivamente, nel 1998 la Commissione europea avviò un'indagine sulle norme FIFA riguardanti i trasferimenti internazionali dei calciatori, a seguito della quale la FIFA il 5 luglio 2001 adottò un nuovo regolamento, con l'accordo del sindacato dei calciatori FIFPro, che, tra le altre cose, prevede la possibilità di risoluzione unilaterale del contratto da parte di un giocatore solo al termine di una stagione e previo versamento di un indennizzo finanziario in caso di risoluzione unilaterale.

## Descrizione
La clausola di recesso consiste in una clausola inserita nel contratto tra giocatore e una società sportiva, che consente al tesserato di sciogliersi anticipatamente dal contratto stesso, previo pagamento di una somma di denaro prefissata.
La clausola, solitamente di valore estremamente elevato, viene fissata con il duplice scopo di rendere oneroso lo scioglimento anticipato del contratto (e quindi dissuadere altre società dall'acquistare il giocatore) e allo stesso tempo generare guadagni ingenti per la società in caso di vendita del giocatore stesso (recuperando quindi la perdita anticipata delle prestazioni).
L'utilizzo della denominazione "rescissione" è impropria, poiché tale clausola non ha nulla che fare con l'istituto giuridico della rescissione (che presupporrebbe un'anomalia al momento della conclusione del contratto tale da viziare il consenso), ma riguarda piuttosto il recesso da un contratto. Dal punto di vista giuridico, si tratta pertanto di una "multa penitenziale", ovvero la prestazione di un corrispettivo pattuito per il recesso dal rapporto; nel diritto italiano tale istituto è previsto dall'articolo 1373, comma 3 del Codice civile.
Nel "Regolamento sullo status e sui trasferimenti dei calciatori" della FIFA è previsto esplicitamente, all'articolo 17, comma 2, che un contratto tra un calciatore e una società può prevedere l'ammontare dell'indennizzo necessario per la risoluzione del contratto senza giusta causa.
Nella pratica, solitamente, il prezzo del recesso viene versato non dal tesserato, ma direttamente dalla nuova società che intende ingaggiare l'atleta, senza che questa pratica incida però né sull'essenza né sulla struttura del patto.